# 경서 국제 학교
경서국제학교(京西國際學敎, 영어: Western Academy of Beijing; 중국어 간체자: 京西学校, 정체자: 京西學校, 병음: jīngxīxuéxiào), 이하 WAB은 1994년에 베이징에 설립되었다. 재중 외국인들을 대상으로 유아부(3~4세)부터 12학년까지의 과정을 교육한다. IBPYP (국제학위 초등과정)을 초등학교에서, IBMYP (국제학위 중급과정)를 10학년까지, 그리고 IBDP (국제인증학위제)를 11학년과 12학년에 실행하고 있다.

## 시설

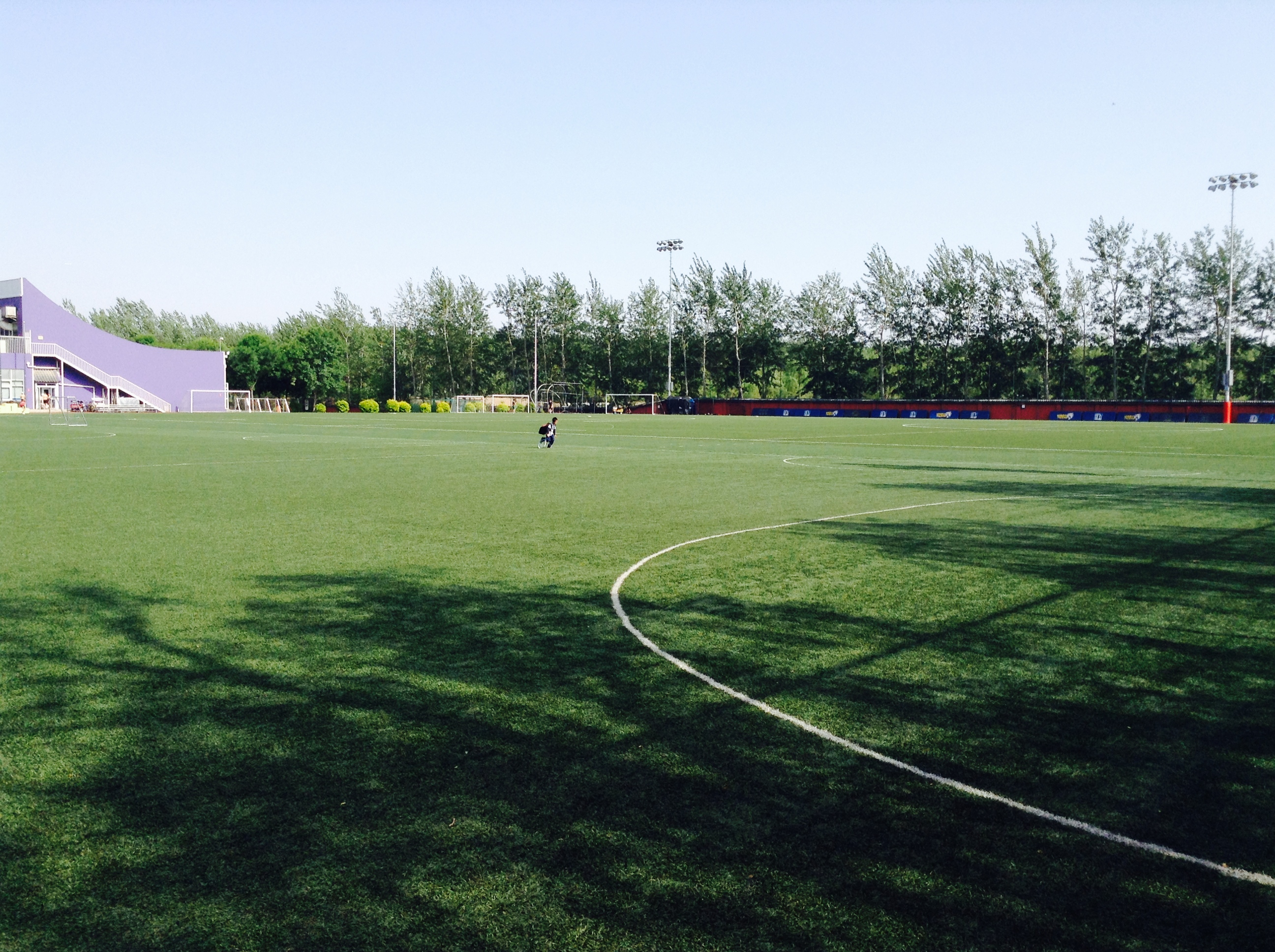
운동장인 Tiger Field.

유치원, 초등학교, 중학교와 고등학교가 있다. 그 외에 세개의 도서관이 있다. 도서관은 the Sabina Brady, the Red Scroll과 the Green Sky Studio가 있다. HUB에는 스포츠, 미술 그리고 과학기술 센터가 다.

### 설비[1]
- 도서관(3개)
- 디자인 교실
- 과학실
- 사진/동영상 촬영, 편집실
- Apple 인증 수리 센터[2]
- 언어 교육을 위한 특별 교실
- 조리 실습실
- 음악, 드라마, 춤 연습 스튜디오
- 라운지, 급식실, 카페
- 공연장(3개)
- 실내 수영장
- 체육관(3개)
- 돔구장
- 축구장
- 암벽 등반장
- 실내 농구장
- 테니스장
- 체력장

## 기술
1:1 노트북 컴퓨터 환경을 조성하고 있고 (1학년부터 12학년까지) 교내에서 무선 인터넷을 사용할 수 있다. 6학년 이상의 학생들은 각자 Apple 노트북 컴퓨터를 가지도록 학교는 요구하고 있다. 많은 IT 기술들을 학업을 위해 활용하고 있고 학교의 웹사이트들은 학생들의 학업뿐만 아니라 다른 사람들이 자유롭게 들어와 교내 소식과 학업에 관한 것들을 접할 수 있게 되어있다.

## WABX
WABX는 경서국제학교의 방과후 활동이다. WABX에는 스포츠, 음악, 드라마 등 70개 이상의 다양한 방과 후 활동이 있다. 경서 국제학교는 다른 국제학교들과 스포츠 경쟁에 참여하였다. 경서국제학교는 ACAMIS(Association of Chinese And Mongolian International Schools), ISAC(International Schools Association in China), Tri-Cities(베이징, 광저우, 상하이), China Cup, EAROS, APAC에 참여하고 있다.

## 학비[3]
등록비: 1600元
| 학년          | 학비      | 숙박비   | 총합      |
| ------------- | --------- | -------- | --------- |
| 유아부(3~4세) | 77,000元  | 15,000元 | 92,000元  |
| 유치부(4~5세) | 123,000元 | 25,000元 | 148,000元 |
| 유치원~5학년  | 151,000元 | 31,000元 | 182,000元 |
| 6학년~8학년   | 158,000元 | 35,000元 | 193,000元 |
| 9학년~10학년  | 172,000元 | 38,000元 | 210,000元 |
| 11학년~12학년 | 178,000元 | 38,000元 | 276,000元 |